# Guido Kaczka
Guido Martín Kaczka (Buenos Aires, 2 febbraio 1978) è un attore e conduttore televisivo argentino.

## Biografia
Guido Kaczka nasce il 2 febbraio 1978 a Moreno, Buenos Aires, ha delle origini polacche. Ha due sorelle psicologhe, Analía e Maria Sol, e un fratello, Emiliano, un avvocato.
La sua carriera inizia nel 1987 con Clave de sol, nel ruolo di Quique. Nel 1991 partecipa a Fragole verdi, Alta comedia e Sei forte papà. Nel 1992 partecipa in teatro nella serie Sei forte papà!. Nel 2000 partecipa a Mis mejores amigos. Nel 2003 diventa il protagonista maschile di Rincón de luz. Nel 2006 partecipa a Bendita Vida. Dal 2005 al 2009 è stato presentatore del programma El último pasajero. Poi partecipa alle opere di teatro: Confesiones del pene e El hombre del destino.
Nel 2005 doppia Chicken Little in Chicken Little - Amici per le penne. Nel 2007 ha partecipato alla pubblicità Polémica en el bar. Nel 2012 appare anche nella seconda stagione della telenovela Los únicos.
Nel 2011 conduce il programma O todo o nada e ha fatto parte ad una campagna pubblicitaria per bambini; ha inoltre condotto l'edizione 2013 di Un sol para los chicos.

### Vita privata
Dal 1998 ha una relazione con Florencia Bertotti, conosciuta sul set di Verano del '98. Il 2 dicembre 2006 si sposano. Il 10 luglio 2008 nasce loro figlio Romeo. Nel marzo 2010 divorziano.
Dal 2014 ha una relazione con Soledad Rodríguez, il 7 aprile 2018 si sposano. Il 25 novembre 2014 nasce il primo figlio della coppia, Benjamín, e il 14 marzo 2017 nasce la seconda figlia, Helena.

## Filmografia

### Attore
- Pelito – serial TV (1982-1985)
- Polenta – serial TV (1986)
- Clave de sol – serial TV (1987-1990)
- Fragole verdi (El árbol azul) – serial TV (1991)
- Alta comedia (1991)
- Sei forte papà (¡Grande, pa!) – serial TV (1991)
- Chiquititas – serial TV (1995-1998)
- Verano del '98 – serial TV (1999-2000)
- Batticuore (Máximo corazón) – serial TV (2002)
- Rincón de luz – serial TV (2003)
- Los pensionados – serial TV (2004)
- Flor - Speciale come te (Floricienta) – serial TV  (2004)
- Casados con Hijos – serial TV (2005)
- Bendita vida (2006)
- Polemica en el bar (2007)
- Los únicos – serial TV (2012)
- Solamente vos – serial TV (2013)
- El host – serial TV (2018)

### Conduttore
- Polémica en el bar (1997-2001)
- Trip (1999)
- Mis mejores amigos (1999-2000)
- El último pasajero (2005-2009)
- Alto juego (2009)
- A todo o nada (2011-2014)
- Un sol para los chicos (2013)
- Premio Martín Fierro (2014)
- Los 8 escalones (2014-2016)
- Guido a la noche (2015)
- Dar la nota (2015)
- Lo que das (2015)
- La mejor elección (2015-2017)
- Especial perros (2015-2017)
- Hacelo feliz (2016-2017)
- Las puertas (2017)
- Lo mejor de la familia (2017)
- La tribuna de Guido (2018)
- El perro del millón (2019)
- Otra noche familiar (2019)
- Cinco pasos y una ayuda (2019)
- Bienvenidos a bordo (2020)

### Produttore
- Niní (2009-2010)

### Doppiaggio
- Chicken Little in Chicken Little - Amici per le penne (2005)

### Radio
- No está todo dicho, La 100 (2014-in corso)

## Teatro
- Teatro Grande, pa! (1992)
- Confesiones del pene
- El hombre del destino

## Premi e riconoscimenti
- 1997 - Premio Martín Fierro
  - Candidatura - Actor revelación per Polèmica en el bar
- 2015 - Premio Martín Fierro
  - Candidatura - Mejor animación y/o conducción masculina per A todo o nada
- 2015 - Premio Martín Fierro
  - Vinto - Programa de entretenimiento per Los 8 escalones
- 2017 - Premio Martín Fierro
  - Vinto - Mejor animación y/o conducción masculina per A todo o nada
- 2019 - Premio Martín Fierro
  - Vinto - Mejor animación y/o conducción masculina per A todo o nada